# Nazarabad
För andra betydelser, se Nazarabad (olika betydelser).
Nazarabad (persiska: نَظَرآباد), eller Nazarabad-e Bozorg (نَظَرآباد بُزُرگ), är en stad i Iran. Den ligger i provinsen Alborz, i den norra delen av landet. Nazarabad ligger 1 199 meter över havet och antalet invånare är 213 388.
Staden är administrativt centrum för delprovinsen (shahrestan) Nazarabad.